# Lebedián
Lebedián (en ruso: Лебедя́нь) es una ciudad y el centro administrativo del distrito de Lebediánski en el óblast de Lípetsk, Rusia, ubicado en la parte superior del río Don, a 62 kilómetros al noroeste de Lipetsk, el centro administrativo del óblast. Su población ha ido disminuyendo progresivamente en las últimas décadas: 22 850 habitantes (según el censo soviético de 1989), 22 966 habitantes (en el censo de 2002), 21 012 habitantes (en el censo de 2010), 20 049 habitantes (en el censo de 2021).

## Historia
Fue fundada en 1613 en gran parte para proteger las propiedades de I. N. Romanov, el tío del zar y sirvió como puesto fronterizo que protegía el sur de Rusia de las incursiones de los tártaros de Crimea. El Monasterio de la Trinidad se estableció en 1621 y se construyeron varias iglesias a finales de siglo; ahora todos están reducidos a ruinas.
Fundada en 1779, Lebedián se desarrolló en el siglo XIX como un centro de carreras y cría de caballos. Los lugareños afirman que aquí se abrió el primer hipódromo de Rusia en 1826. La Sociedad Agrícola de Lebedián, fundada en 1847, influyó en la preparación de la reforma de emancipación de 1861.
En 1984 se inició la construcción de un metro subterráneo como obra de aficionados, pero en 2010 se abandonó sin haber sido inaugurado.
En abril de 2017 la ciudad fue escenario de una inundación masiva de zumos, debido al colapso de un almacén de Pepsico.

## Economía
La ciudad es sede del mayor productor de zumos de frutas de Europa Oriental, Lebedyansky.

## Arquitectura
En Lebedyan hay dos catedrales, ambas dedicadas al icono de la Virgen de Kazán. La antigua y abandonada catedral data del siglo XVIII, mientras que la catedral más grande, situada en la plaza del mercado, fue diseñada en estilo Imperio y consagrada en 1839.

## Estatus administrativo y municipal
En el marco de las divisiones administrativas, Lebedián sirve como centro administrativo del distrito de Lebediánski. Como división administrativa, se incorpora dentro del distrito de Lebediánski como ciudad de Lebedián bajo la jurisdicción del distrito. Como división municipal, la ciudad de Lebedyan bajo la jurisdicción del distrito se incorpora al distrito municipal de Lebediánski como asentamiento urbano de Lebedián.

## Personas destacadas
Lebedián fue el lugar de nacimiento de Yevgueni Zamiatin. Otros residentes de la ciudad fueron Mijaíl Bulgákov, Andréi Bely y Leonid Mulyarchik, quien intentó construir sin ayuda oficial un sistema de metro en la ciudad, aunque tuvo que abandonar finalmente el proyecto.
Iván Turguénev incorporó una historia titulada Lebedián en su colección Memorias de un cazador.